# عفاف صفوت
عفاف صفوت هي  إعلامية سودانية عملت  في الإذاعة السودانية في نهايات عام 1962، وهي أول مذيعة سودانية تقرأ نشرة الأخبار الرئيسية في التلفزيون.

## دراستها
درست عفاف صفوت مراحلها الدراسية في الخرطوم بحري، نشأت وتربت بها مع أسرتها. كانت عفاف دائمة الاطّلاع على كتب الثقافة والمعرفة فقد والدها موظف دولة وكان بعض أقاربها من المهتمين بالمعرفة.

## مسيرتها المهنية
انضمت  عفاف للتلفزيون في عام 1962 عند افتتاحه حيث اختُيرت للعمل به مع شخصيات نسائية أخرى كان من ضمنها رجاء أحمد جمعة التي كان ظهورها سابقًا لظهور عفاف صفوت، ورغمًا عن ظهور الأستاذة عفاف صفوت بعد رجاء أحمد جمعة إلا أنها أول عنصر نسائي في السودان يقرأ نشرة أخبار بالتلفزيون.
تلقت عفاف صفوت تدريباً على العمل الإذاعي على يد الأستاذين الإعلاميين محمد طاهر ومحمد خوجلي صالحين وهو ما زاد من خبرتها في العمل الإعلامي فكانت واحدة من نجوم العمل الإذاعي كمذيعة ربط ومن ثم قارئة لنشرات الأخبار وأخيرًا كممثلة درامية في عدد من المسلسلات الإذاعية.  زاملت  اثناء عملها الإذاعي كلاً من سكينة عربي وسعاد أبوعاقلة والرضية آدم واللاتي أتين للإذاعة بعدها.

## عملها في الراديو والتلفزيون
فتح باب الظهور الجماهيري لعفاف صفوت بالتلفزيون آفاقًا إعلامية جديدة فتعاونت مع الإذاعة في ثلاثة برامج وهي (برنامج الأسرة) الذي كانت تعده وتقدمه الأستاذة صفية محمود (حبوبة فاطمة) وبرنامج (الإذاعة والمستمع) وكذلك برنامج (ما يطلبه المستمعون) الذي لم تستمر فيه طويلاً. وضعت مشاركتها بذلك المرأة في السودان في خارطة الاعلام العربي.
اختيرت في منتصف عام 1977م للعمل ضمن الكادر الإداري للإذاعة والتلفزيون فعملت في موقعها الأخير بكل همة، ولكن في شهري يونيو يوليو طالب مستمعيها عبر الصحف بعودتها للمايكرفون مرة أخرى.

## البصمة التاريخية لصوتها
يعتبر برنامج (لسان العرب) الذي كان يعدُّه ويقدِّمه الأستاذ الراحل فراج الطيب هو البرنامج الذي شاركت في شعاره وذلك عبر صوتها المتفرِّد وذلك بكلمتين فقط وهما اسم البرنامج ومازال المخضرمون يعيشون في سماوات الجمال الصوتي الذي حباها الله به حين تقول (لسان العرب).
قدمت المذيعة عفاف صفوت العديد من البرامج للتليفزيون حيث كانت تعمل به منها برنامج (سهرة الخميس) الذي قدمته في الفترة 1970 ـ 1971.

## الهجرة إلى العراق
هاجرت عفاف صفوت إلى العراق مع زوجها الأستاذ أحمد قباني في منتصف الثمانينات وبقيا هناك حتى العام 1997م. بعد وفاة زوجها بقيت عفاف بين أحد الدول العربية والعراق.

## وفاتها
توفيت عفاف في ماليزيا في التاسع والعشرين من يونيو عام 2014.